# Patrik Hidi
Patrik Hidi (ur. 27 listopada 1990 w Győr) – węgierski piłkarz grający na pozycji pomocnika.

## Kariera
W latach 2003–2007 grał jako junior w Ikarus BSE, po czym przeszedł do Honvédu Budapeszt. W 2009 roku został wcielony do pierwszej drużyny Honvédu. 14 marca 2009 roku zadebiutował w NB I w zremisowanym 1:1 meczu z Paksi FC; strzelił wówczas bramkę. Z klubem tym zdobył Puchar Węgier (2008/2009) oraz mistrzostwo kraju (2016/2017). W Honvédzie grał do 2017 roku. Następnie został piłkarzem Realu Oviedo.
Zagrał w czterech meczach reprezentacji U-21.

## Statystyki ligowe
| Sezon         | Klub               | Liga             | Mecze | Gole |
| ------------- | ------------------ | ---------------- | ----- | ---- |
| 2008/2009 (w) | Budapest Honvéd FC | NB I             | 9     | 1    |
| 2009/2010     | Budapest Honvéd FC | NB I             | 8     | 0    |
| 2010/2011     | Budapest Honvéd FC | NB I             | 13    | 0    |
| 2011/2012     | Budapest Honvéd FC | NB I             | 25    | 1    |
| 2012/2013     | Budapest Honvéd FC | NB I             | 25    | 1    |
| 2013/2014     | Budapest Honvéd FC | NB I             | 28    | 3    |
| 2014/2015     | Budapest Honvéd FC | NB I             | 29    | 4    |
| 2015/2016     | Budapest Honvéd FC | NB I             | 29    | 1    |
| 2016/2017     | Budapest Honvéd FC | NB I             | 28    | 3    |
| 2017/2018     | Real Oviedo        | Segunda División | 12    | 0    |